# 29º Congresso degli Stati Uniti d'America
Il 29º Congresso degli Stati Uniti d'America, formato dal Senato e dalla Camera dei rappresentanti, si è riunito a Washington, D.C. presso il Campidoglio dal 4 marzo 1845 al 4 marzo 1847. Riunitosi durante il primo e il secondo anno di carica del presidente James K. Polk, questo Congresso ha visto il Partito Democratico conquistare la maggioranza sia alla Camera dei rappresentanti che al Senato.

## Contesto ed eventi importanti
I lavori del Congresso sono quasi interamente influenzati dalla questione texana e dalla successiva guerra contro il Messico. Già dal 1836 il Texas si era proclamato come una repubblica indipendente dalla madrepatria messicana e aveva fatto di tutto per ottenere l'annessione all'Unione. Annessione che avviene grazie all'influenza decisiva del neopresidente eletto James K. Polk, e poi approvata dal Congresso nel febbraio 1846. Ma il conflitto con il Messico è ormai inevitabile. Dopo alcune manovre militari provocatorie statunitensi sul confine del Nueces e del Rio Grande, l'esercito messicano non resiste più alle intimidazioni statunitensi e inizia un conflitto che durerà fino al 1848.
Il Congresso affronta la questione texana tuttavia non solo dal lato della semplice annessione territoriale e dell'espansione verso la costa pacifica. Il tema centrale è infatti quello, delicatissimo e ancora una volta determinante, della schiavitù. Tra i rappresentanti degli stati del Nord e del Sud si ripresenta l'annoso conflitto tra abolizionisti e proschiavisti, con alle spalle quello ancora più dirimente del rapporto esistente tra diritto degli stati e diritto del governo federale di legiferare a discapito degli stati federati. Se in una prima fase si prevede che nel Texas non venga consentita la schiavitù, verso la fine della legislatura (e grazie all'influenza di John C. Calhoun) il Congresso acconsente che il Texas diventi uno stato schiavista. Per equilibrare la situazione (ma sarà soltanto una situazione temporanea, prima dello scoppio della guerra civile), si approva in tutta fretta l'annessione dell'Oregon e dell'Iowa come stati abolizionisti. Del resto, l'annessione dell'Oregon è frutto anche di una strategia diplomatica tesa a mantenere rapporti distesi con l'Impero britannico riguardo all'annosa disputa sui confini occidentali tra Stati Uniti e Canada, risolti da un trattato ratificato dal Congresso stesso nel 1846.
Il Congresso comunque non è attento soltanto a quello che avviene lungo il suo confine meridionale. Durante questa legislatura il Congresso approva infatti una diminuzione dei dazi doganali previsti per le merci importate dall'Europa che allevia in parte gli effetti della crisi finanziaria del decennio precedente (abbassamento dei dazi voluto fortemente da Polk per "tenere buoni" soprattutto gli stati del Sud, bisognosi di importare grandi quantità di materie prime per il proprio sostentamento). Inoltre il Congresso approva e attua l'Independent Treasury System, ovvero un sistema di politica monetaria totalmente affidato al Dipartimento del tesoro che rimarrà in vigore fino agli inizi del Novecento (quando prenderà avvio l'attuale sistema della Federal Reserve).

### Cronologia
- 4 marzo 1845 - Comincia ufficialmente la presidenza di James Knox Polk. Durante il suo discorso inaugurale, Polk afferma come prioritaria per la sua amministrazione l'annessione del Texas e dichiara che l'Oregon è da considerarsi intrinsecamente statunitense. Insieme a lui giura come vicepresidente George M. Dallas.
- 6 marzo 1845 - L'ambasciatore messicano, il generale Juan Almonte, in segno di protesta a seguito del discorso inaugurale del presidente Polk, lascia Washington. È il primo segnale di una probabile rottura delle relazioni diplomatiche tra il suo paese e gli Stati Uniti.
- 10 marzo 1845 - Lo studioso di storia George Bancroft viene nominato Segretario alla marina.
- 28 marzo 1845 - Al governo messicano giunge la notizia della risoluzione del Congresso che approva l'annessione del Texas e chiude ufficialmente le relazioni diplomatiche con gli Stati Uniti. L'ambasciatore statunitense Wilson Shannon viene richiamato a Washington.
- 14 maggio 1845 - La Louisiana approva una nuova costituzione statale nella quale si rimuove il limite censitario per esercitare il diritto di voto, oltre che introdurre il suffragio per l'elezione diretta del governatore.
- 28 maggio 1845 - Il presidente Polk ordina al generale Zachary Taylor di muovere le sue truppe nel Texas sudoccidentale per fermare qualsiasi tentativo di invasione messicano. È una chiara violazione del diritto internazionale, dato che quella parte di territorio è ancora formalmente appartenente al Messico, ed è la goccia che fa traboccare il vaso.
- 8 giugno 1845 - L'ex-presidente Andrew Jackson muore nella sua residenza vicino a Nashville, in Tennessee.
- 15 giugno 1845 - Il Segretario di stato James Buchanan assicura il governo texano della protezione militare da parte statunitense, a patto che il Texas accetti i termini stabiliti dalla risoluzione del Congresso sulla sua adesione all'Unione. Intanto il generale Taylor muove le sue truppe nei pressi del Rio Grande.
- 23 giugno 1845 - Il Congresso del Texas approva l'annessione agli Stati Uniti.
- luglio 1845 - Per descrivere il periodo storico in cui gli Stati Uniti si trovano, il direttore della United States Magazine and Democratic Review John L. O'Sullivan conia il termine "destino manifesto", alludendo al fatto che Dio stesso abbia dato il diritto agli Stati Uniti di controllare il destino del Nord America.
- 4 luglio 1845 - Un'assemblea politica texana si riunisce a San Felipe de Austin e approva i termini dell'ammissione del Texas all'Unione. Nella risoluzione approvata, l'assemblea dichiara che il Texas non si dividerà in più di quattro stati e che non acquisirà subito la qualità di stato dell'Unione, ma vi sarà una fase di transizione in cui assumerà la qualità di Territorio organizzato.
- 5-7 luglio 1845 - A Philadelphia si tiene la prima assemblea del Native American Party. Di matrice xenofoba, il partito stabilisce come regola interna che i suoi aderenti devono essere contrari all'immigrazione e anti-cattolici. I suoi primi aderenti provengono soprattutto dagli stati di New York e della Pennsylvania.
- 12 luglio 1845 - Il Segretario di stato James Buchanan cerca di porre fine alla disputa sul territorio dell'Oregon offrendo un accordo in cui si prevede che il confine tra Canada e Stati Uniti passi lungo il 49º parallelo. L'ambasciatore britannico Sir Richard Pakenham rifiuta di accettare immediatamente senza prima aver consultato il suo governo.
- 19 luglio 1845 - Sull'isola di Manhattan, a New York, scoppia un incendio in una fabbrica di candele e ben presto le fiamme divampano negli edifici vicini. L'incendio si riesce come a limitare geograficamente grazie alle nuove leggi municipali che impongono un uso molto limitato del legno nella costruzione degli edifici della città. Si calcolano danni per 6 milioni di dollari.
- 31 luglio 1845 - L'esercito al comando del generale Zachary Taylor, che conta 3.500 uomini marcia in direzione del fiume Nueces e si attesta nei pressi di Corpus Christi.
- 13 ottobre 1845 - Gli elettori della repubblica texana approvano sia l'annessione agli Stati Uniti, sia la nuova costituzione dello stato.
- 17 ottobre 1845 - Thomas O. Larkin, appena nominato console statunitense, viene inviato dal presidente Polk a Monterey, in California, per convincere i californiani a prendere la strada dell'annessione agli Stati Uniti, evitando che sull'area intervengano potenze straniere.
- 17 ottobre 1845 - L'ambasciatore statunitense John Black riferisce al governo federale che il Messico è pronto a sedersi ad un tavolo per trattare a patto che i vascelli da guerra statunitensi si ritirino dalle acque al largo di Veracruz.
- 10 novembre 1845 - John Slidell, a capo della delegazione statunitense a Città del Messico, viene autorizzato dal governo statunitense a trattare l'acquisto dal Messico di California, Texas e Nuovo Messico per una cifra di 36 milioni di dollari. Il confine che può proporre ai messicani è quello che corre lungo il Rio Grande.
- 2 dicembre 1845 - Nel suo primo discorso al Congresso, il presidente Polk dichiara che tutta l'America settentrionale, e soprattutto la regione dell'Oregon, è da considerarsi esclusa a qualunque colonizzazione europea. Polk dichiara che nell'Oregon deve finire l'occupazione congiunta di britannici e statunitensi, facendo capire che la sua intenzione è di acquisire tutto l'Oregon. La sua versione estrema della dottrina Monroe verrà popolarmente chiamata "dottrina Polk". Per quanto riguarda la politica interna, Polk rimane in linea con quello che da sempre sostiene il Partito Democratico, ovvero la necessità di costituire un Tesoro indipendente e il bisogno di rivedere i dazi doganali.
- 16 dicembre 1845 - Il governo messicano del presidente José Joaquin Herrera rifiuta di riconoscere lo status di diplomatico statunitense all'ambasciatore John Slidell; Herrera sarà poi spodestato da un colpo di Stato militare guidato da Mariano Paredes y Arrillaga.
- 27 dicembre 1845 - L'ambasciatore britannico Sir Richard Pakenham chiede agli Stati Uniti che riformulino la proposta del confine in Oregon sul 49º parallelo.
- 29 dicembre 1845 - Il Texas viene riconosciuto come 28º stato dell'Unione, in cui la schiavitù è legale. Ormai tutto è pronto per la guerra contro il Messico.
- 5 gennaio 1846 - La Camera dei rappresentanti approva una risoluzione con la quale si vuole concludere l'occupazione congiunta anglo-statunitense dell'Oregon.
- 13 gennaio 1846 - Dopo aver ricevuto la notizia del fallimento della missione diplomatica di John Slidell in Messico, il presidente Polk ordina al generale Zachary Taylor di far avanzare le sue truppe (composto di 3.500 uomini e definito eufemisticamente "esercito di osservazione") fino al Rio Grande. L'intento è quello di aumentare la pressione sul governo messicano.
- 27 gennaio 1846 - Il colonnello John C. Frémont, da anni esploratore dell'ovest americano, raggiunge con la sua squadra Monterey, in California. La sua missione è quella di preparare l'annessione della California.
- 3 febbraio 1846 - Zachary Taylor raggiunge la linea del Rio Grande.
- 6 febbraio 1846 - L'ambasciatore statunitense a Città del Messico, John Slidell, comunica al governo statunitense che il governo messicano del generale Mariano Paredes è deciso a combattere contro gli Stati Uniti nella convinzione che anche la Gran Bretagna scenderà in guerra per la questione dell'Oregon.
- 10 febbraio 1846 - 12.000 mormoni lasciano definitivamente Nauvoo (Illinois) per raggiungere Council Bluffs (nell'odierno Iowa) sul fiume Missouri. L'enorme migrazione di massa, guidata dal successore di Joseph Smith ovvero suo figlio Brigham Young, è destinata a raggiungere l'odierno Utah e a fondare la città di Salt Lake City.
- 19 febbraio 1846 - Il governo statale del Texas si riunisce per la prima volta a Austin, dove ufficialmente decide di trasferire autorità su se stesso al governo federale.
- 26 febbraio 1846 - Il Segretario di stato James Buchanan aggiorna l'ambasciatore statunitense a Londra che gli Stati Uniti inizieranno a trattare sulla questione dell'Oregon con la Gran Bretagna e che solleveranno il problema dell'occupazione congiunta nella regione.
- 3 marzo 1846 - Il generale messicano José Castro, al comando della guarnigione di Monterey (California), ordina al colonnello Frémont e alla sua squadra di abbandonare la regione.
- 12 marzo 1846 - Neanche il generale Mariano Paredes y Arrillaga, nuovo presidente del Messico dopo un colpo di Stato, intende riconoscere come ambasciatore John Slidell, il quale decide di tornare a Washington.
- 27 marzo 1846 - Il membro della Camera dei rappresentanti Andre Johnson (Tennessee) presenta un disegno di legge che consentirebbe la libera occupazione della terra. La proposta però viene bocciata.
- 28 marzo 1846 - Il generale Taylor occupa la riva sinistra del Rio Grande, che internazionalmente è riconosciuta come territorio messicano. Dall'altra parte del fiume, a Matamoros, le forze messicano stanno fortificando la riva.
- 12 aprile 1846 - Il generale messicano Pedro de Ampudia invia un ultimatum a Taylor, insistendo che debba far retrocedere le truppe statunitensi oltre il fiume Nueces per evitare lo scontro.
- 23 aprile 1846 - Il Congresso emana una risoluzione congiunta nella quale si dichiara conclusa l'occupazione congiunta dell'Oregon, non chiudendo la porta tuttavia a ulteriori trattative con il governo britannico.
- 25 aprile 1846 - Uno squadrone di cavalleria messicana attacca una pattuglia di ricognizione statunitense lungo il Rio Grande, uccidendo 11 soldati statunitensi e catturandone 63. È il pretesto atteso dall'esercito di Taylor per scatenare la guerra. Intanto il presidente Polk prepara un messaggio per il Congresso con il quale chiede a quest'ultimo di dichiarare lo stato di guerra.
- 30 aprile 1846 - L'esercito messicano attraversa il Rio Grande e costringe Taylor a far retrocedere i suoi uomini di dieci miglia.
- 4 maggio 1846 - L'assemblea dello stato del Michigan abolisce la pena di morte. È il primo stato dell'Unione ad abolire la pena capitale.
- 8 maggio 1846 - La cavalleria messicana, guidata dal generale Mariano Arista, attacca l'esercito statunitense nella prima vera e propria battaglia della guerra fra Messico e Stati Uniti. Dopo due assalti i messicani si ritirano colpiti duramente dall'artiglieria di Taylor.
- 9 maggio 1846 - Taylor insegue e attacca l'esercito messicano in ritirata. Nonostante il duro fuoco di sbarramento messicano, Taylor comanda i suoi all'assalto dei messicani, che sono costretti a ritirarsi oltre il Rio Grande lasciando dietro di sé una grande quantità di armamenti e munizioni.
- 11-13 maggio 1846 - Il presidente Polk comunica che il suo esecutivo ha intenzione di attaccare formalmente il Messico e chiede la dichiarazione dello stato di guerra al Congresso. La Camera dei rappresentanti approva con soltanto 14 voti contrari, mentre al Senato i contrari sono soltanto 2. Il Senato autorizza anche lo stanziamento di 10 milioni di dollari e l'arruolamento di 50.000 uomini. Tuttavia incominciano già le polemiche politiche in merito all'intervento in guerra contro il Messico: fin da subito gli stati del Nord fanno notare che il Sud sarebbe favorito, dato che si aggiungerebbero nuovi stati schiavisti. Tra i "no" più illustri ci sono quelli di John Quincy Adams (il quale sostiene che sia una guerra ingiusta) e John C. Calhoun (che si astiene dal voto dichiarando di essere contrario ad una guerra di aggressione).
- 17-18 maggio 1846 - Le forze statunitensi attraversano il Rio Grande e occupano Matamoros.
- 21 maggio 1846 - Il presidente James Knox Polk invia una comunicazione ufficiale al governo britannico nel quale si comunica l'avvenuta conclusione dell'occupazione congiunta dell'Oregon.
- 3 giugno 1846 - Il colonnello Stephen W. Kearny, al comando di un esercito di 1.700 uomini, parte da Fort Leavenworth (Kansas) sulla direttrice Santa Fe - Nuovo Messico - California. Giunto a destinazione Kearny sarà supportato dalle forze navali statunitensi che navigano al largo della costa occidentale del Messico, comandate dal commodoro John D. Sloat.
- 6 giugno 1846 - Allo scopo di ottenere più sostegno alla sua guerra contro il Messico, Polk sottopone al Senato una bozza di trattato con i britannici per risolvere in fretta la questione dell'Oregon. Nella bozza si prevede un confine lungo il 40º parallelo fino allo stretto di Puget e quindi attraverso lo stretto di Juan de Fuca. In cambio dell'approvazione della bozza, Polk accetta un abbassamento dei dazi doganali su alcuni prodotti.
- 14 giugno 1846 - Un gruppo di coloni statunitensi, al comando di William B. Ide, si uniscono al piccolo gruppo di soldati del colonnello John C. Frémont e proclamano a Sonoma la Repubblica di California.
- 15 giugno 1846 - Il Segretario di stato James Buchanan e il ministro plenipotenziario britannico Sir Richard Pakenham firmano un accordo che conclude la questione dei confini dell'Oregon. Il 49º parallelo diventa il confine ufficiale tra Canada e Stati Uniti, mentre si rimanda ad accordi successivi la definizione dei confini precisi nello stretto di Juan de Fuca e a sud dell'isola di Vancouver. È un risultato diplomatico importante, perché il pericolo di una guerra a nord avrebbe messo a dura prova il futuro degli Stati Uniti. Il trattato verrà ratificato dal Congresso.
- 26 giugno 1846 - In Gran Bretagna vengono abolite le Corn Laws, che imponevano dazi doganali pesantissimi a qualsiasi cereale importato. È una buona notizia per i produttori di cereali statunitensi, che possono riprendere a fare affari più lucrosi con la sponda opposta dell'Atlantico.
- 5 luglio 1846 - La comunità statunitense che vive a Sonoma proclama il colonnello John C. Frémont leader della neonata Repubblica di California.
- 7-9 luglio 1846 - Una serie di operazioni navali statunitensi si concludono con la conquista di Monterey e di San Francisco.
- 20 luglio 1846 - Il commodoro James Biddle giunge dopo una lunga traversata del Pacifico alla baia di Edo (l'odierna Tokyo) allo scopo di aprire un dialogo diplomatico con il regnante shogun Tokugawa. La missione fallisce, tuttavia è il primo tentativo statunitense di relazionarsi con il Giappone.
- 24 luglio 1846 - Il colonnello John C. Frémont accetta il comando del Battaglione della California, milizia armata a difesa della neonata repubblica.
- 31 luglio 1846 - Il presidente Polk controfirma il Walker Tariff Act, con il quale il Congresso ha abbassato i dazi doganali per una serie di beni di lusso.
- 2 agosto 1846 - Il colonnello Stephen W. Kearney guida le truppe al suo comando nel deserto del Nuovo Messico.
- 6 agosto 1846 - Il Congresso approva l'Independent Treasury Act, con il quale la politica monetaria viene demandata interamente al Dipartimento del tesoro e alle sue sussidiarie sparse in tutto il territorio. Lo stesso giorno viene approvata l'ammissione del Wisconsin all'Unione, che diventerà uno stato.
- 8-10 agosto 1846 - Ad un provvedimento che prevede lo stanziamento di 2 milioni di dollari aggiuntivi per il finanziamento della guerra contro il Messico, il rappresentante della Pennsylvania David Wilmot propone un emendamento (conosciuto come Wilmot Proviso) con il quale si vieterebbe l'immissione di nuovi schiavi nei territori occupati dall'esercito statunitense. Il dibattito tra rappresentanti nordisti e sudisti è accesissimo, fungendo da ulteriore spinta verso la futura guerra civile. Dopo due giorni di blocco dei lavori, la discussione sulla legge di finanziamento della guerra viene rinviata, e con esso l'emendamento abolizionista di Wilmot. Rimane quindi possibile la schiavitù nei territori conquistati.
- 10 agosto 1846 - Viene approvata ufficialmente l'istituzione dello Smithsonian Institute.
- 13 agosto 1846 - La squadra navale del commodoro David F. Stockton si unisce alle forze del colonnello John C. Frémont. Il loro obiettivo è la conquista di Los Angeles.
- 17 agosto 1846 - Le truppe del colonnello Stephen W. Kearney, dopo aver attraversato il deserto, raggiungono e conquistano Las Vegas, dichiarando che la regione è territorio statunitense. Lo stesso giorno il commodoro David F. Stockton proclama la California come territorio statunitense, proclamandosi governatore ad interim.
- 18 agosto 1846 - Le truppe del colonnello Stephen W. Kearney occupano Santa Fe e installano nella cittadina un governo provvisorio.
- 19 agosto 1846 - Il generale Zachary Taylor guida le sue truppe da Matamoros in direzione Monterrey, capitale dello stato federato del Nuevo Leon.
- 20-25 settembre 1846 - Dopo un mese di marcia a tappe forzate, le forze statunitensi del generale Taylor raggiungono Monterrey e ingaggiano battaglia con l'esercito messicano a difesa della città. La sua conquista è sanguinosa, combattuta casa per casa. Dopo cinque giorni di combattimenti, il generale messicano Pedro de Ampudia si arrende in cambio della sua partenza dalla città. Nello stesso giorno il colonnello Stephen W. Kearney, che ha istituito un governo provvisorio nel Nuovo Messico, nomina Charles Bent suo governatore. Kearney e i suoi uomini devono però raggiungere al più presto la California, dove il capitano messicano José Maria Flores si è ribellato al governo provvisorio statunitense e ha ottenuto il controllo di San Diego, Santa Barbara e Los Angeles.
- 8 ottobre 1846 - Di ritorno da Washington con una bozza di accordo di pace conclusa con il governo statunitense, il presidente Antonio Lopez de Santa Anna si rimangia la promessa di accordo con il presidente Polk e ordina alle truppe messicane di passare al contrattacco contro gli statunitensi.
- 5 novembre 1846 - Il colonnello Stephen W. Kearney viene nominato governatore della California, come anche comandante in capo delle forze statunitensi in California.
- 15 novembre 1846 - La squadra navale del commodoro David Connor attacca e conquista la città messicana di Tampico, sulla costa del Golfo del Messico.
- 16 novembre 1846 - Le forze del generale Taylor, dopo aver conquistato Monterrey si muovono verso la città di Saltillo (capitale dello stato di Coahuila) e la conquistano con facilità.
- 23 novembre 1846 - Il generale Winfield Scott viene posto al comando di una forza anfibia di grandi dimensioni con l'obiettivo di sbarcare dal Golfo del Messico e di farsi strada in direzione della capitale messicana, Città del Messico. L'operazione è stata ordinata dallo stesso presidente Polk, ben conscio che i successi del generale Taylor, che avanza da nord e che è un noto esponente del Partito Whig, possano fare di quest'ultimo un eroe di guerra e deve evitare la conquista della capitale messicana da parte di quest'ultimo.
- 12 dicembre 1846 - Le truppe del colonnello Stephen W. Kearney occupano San Diego e successivamente si muovono a nord verso Los Angeles.
- 12 dicembre 1846 - Gli Stati Uniti firmano un trattato con Nueva Granada (l'attuale Colombia) che accorda il diritto di transito alle navi statunitensi nell'istmo di Panama. D'altra parte gli Stati Uniti accettano la sovranità di Nueva Granada sull'area dello stretto.
- 25 dicembre 1846 - Un contingente di mille volontari al comando del colonnello Alexander W. Doniphan sconfigge la cavalleria messicana nella battaglia di Las Cruces. Il Nuovo Messico è assicurato alla sovranità statunitense. Doniphan successivamente si muoverà verso El Paso, conquistandola.
- 28 dicembre 1846 - Lo Iowa viene ammesso all'Unione come 29º stato dove non è ammessa la schiavitù. La sua ammissione controbilancia quella precedente della Florida, stato schiavistico.
- 3 gennaio 1846 - Il generale Winfield Scott ottiene il comando di una forza di 9.000 distaccati dal contingente del generale Taylor. A quest'ultimo viene ordinato di ritornare a Monterrey e di assumere posizioni difensive, mentre Scott dovrà attaccare e conquistare Veracruz.
- 10 gennaio 1847 - Stephen W. Kearney, appena promosso generale, conquista con le sue truppe Los Angeles.
- 13 gennaio 1847 - Il maggiore messicano Andrés Pico e il colonnello statunitense John C. Frémont firmano un'intesa con la quale i messicano rinunciano a qualsiasi ulteriore combattimento nell'Alta California. Dopo 25 anni finisce così il dominio messicano sulla regione, che viene aggregata al Territorio della California statunitense.
- 16 gennaio 1847 - Il Congresso approva una legge dove si autorizza l'istituzione del Territorio dell'Oregon, dove la schiavitù non è consentita.
- 22 gennaio 1847 - Il generale Zachary Taylor, che non ha mai nascosto le sue mire presidenziali e che ha compreso il significato degli ordini che gli sono stati impartiti, pubblica un editoriale sul New York Morning Express nel quale critica il presidente Polk denunciando il fatto che l'ordine di rimanere a Monterrey è un ordine che ha il fine politico di ostacolarlo in vista delle prossime elezioni presidenziali.
- 4 febbraio 1847 - Le milizie del Missouri, al comando del colonnello Sterling Price, riconquistano la città di Taos (Nuovo Messico), caduta in mano a ribelli messicani che qualche giorno prima avevano assassinato il governatore Charles Bent.
- 5 febbraio 1847 - Il generale Zachary Taylor disobbedisce all'ordine del governo statunitense di rimanere a Monterrey e muove una truppa di 5.000 effettivi (soprattutto volontari) verso Saltillo.
- 8 febbraio 1847 - La Camera dei rappresentanti vota e approva un disegno di legge che prevede lo stanziamento di 3 milioni di dollari per il futuro acquisto statunitense dei territori messicani conquistati. Il disegno di legge contiene al suo interno il Wilcot Proviso, con il quale si vieterebbe la schiavitù nei territori così acquisiti.
- 13 febbraio 1847 - Il generale Stephen W. Kearney riceve l'ordine dal governo federale di costituire un governo territoriale a Monterey, in California. Tuttavia, in precedenza, il commodoro Stockton aveva nominato il colonnello John C. Frémont come governatore della California. Ne nasce un conflitto politico tra i "due governatori".
- 18 febbraio 1847 - Il generale Winfield Scott prende il controllo della città messicana di Tampico e sul territorio occupato lascia in mano alla classe politica messicana il controllo su gran parte delle questioni. Una prassi che costituirà il normale modo di procedere dell'esercito statunitense in territorio straniero.
- 19 febbraio 1847 - Il Senato approva lo stanziamento dei 3 milioni di dollari per le acquisizioni territoriali messicane, ma dal testo viene stralciato il Wilcox Proviso. Quando la Camera dei rappresentanti approverà il testo modificato, il tema della schiavitù sui nuovi territori rimane irrisolto. Ad approfittarsi della situazione sarà John C. Calhoun, il quale presenta ben quattro risoluzioni allo scopo di proteggere l'istituto della schiavitù come istituzione comunque legittima, indipendentemente dalla volontà espressa del Congresso (in palese violazione del cosiddetto Compromesso del Missouri del 1820). Il ragionamento di Calhoun, che continua ad affermare che lo stato federale non deve interferire nel diritto degli stati di legiferare su materie non di sua stretta competenza, costituirà la base teorica fondamentale per la futura secessione del 1861.
- 3 marzo 1847 - Al Senato viene depositato un disegno di legge per la costituzione dello nuovo stato dell'Oregon. Nel progetto di legge si vieta la schiavitù nel nuovo stato.

## Atti legislativi più importanti
- 9 luglio 1846 - District of Columbia Retrocession Act, 9 Stat. 25, ch. 35 - (An Act to retrocede the County of Alexandria, in the District of Columbia, to the State of Virginia) - La legge restituisce alla Virginia la porzione di territorio del Distretto di Columbia che era di sua competenza fino al 1801 (ovvero l'anno di costituzione del Distretto).
- 30 luglio 1846 - Walker Tariff Act del 1846, 9 Stat. 42, ch. 74 (An Act reducing the Duty on Imports, and for other Purposes) - La legge (proposta dal Segretario al tesoro Robert J. Walker) riduce dal 32% al 25% le tariffe doganali introdotte dalla maggioranza Whig nel 1842 su un gran numero di beni importati dall'Europa.
- 6 agosto 1846 - Independent Treasury Act del 1846, 9 Stat. 59, ch. 90 (An Act to provide for the better Organization of the Treasury, and for the Collection, Safe-Keeping, Transfer, and Disbursement of the public Revenue) - La legge affida la gran parte delle funzioni di controllo della politica monetaria direttamente al Dipartimento del tesoro e alle sue sussidiarie sparse sul territorio, rendendo in tal modo la politica monetaria indipendente dal mercato finanziario. Pilastro della politica interna perseguita dal nuovo presidente James K. Polk, la nuova legge, oltre che stabilire che le entrate pubbliche vengano custodite direttamente dal Dipartimento del tesoro (e non affidate ad una banca), stabilisce che qualsiasi pagamento che vede coinvolto il governo federale in entrata o uscita venga fatto con monete di oro o argento, oppure con banconote direttamente emesse dal Tesoro. Il sistema rimarrà in vigore fino all'emanazione del Federal Reserve Act del 1913.

## Trattati
- 15 giugno 1846 - Con il trattato dell'Oregon Stati Uniti e Canada britannico stabiliscono il loro rispettivo confine lungo il 49º parallelo tra lo stretto di Juan de Fuca e le Montagne Rocciose.
- 13 gennaio 1847 - Con il trattato di Cahuenga (non un vero e proprio trattato, bensì un accordo tra le truppe belligeranti), le forze messicane in California si arrendono a quelle statunitensi rinunciando a qualsiasi ulteriore iniziativa nella regione.

## Stati ammessi
- 29 dicembre 1845 - Il Texas viene ammesso come 28º stato dell'Unione.
- 28 dicembre 1846 - L'Iowa viene ammesso come 29º stato dell'Unione.

## Partiti

### Senato
Durante questo Congresso sono stati aggiunti 4 seggi per i nuovi stati del Texas e dell'Iowa.
|                             | Partiti      | Partiti  | Partiti |      | Totali | Vacanti |
| --------------------------- | ------------ | -------- | ------- | ---- | ------ | ------- |
|                             |              |          |         |      | Totali | Vacanti |
| Democratico (D)             | Liberty (LO) | Whig (W) | Altri   |      | Totali | Vacanti |
| Congresso precedente        | 23           | 0        | 27      | 1    | 51     | 3       |
|                             |              |          |         |      |        |         |
| Inizio                      | 26           | 0        | 24      | 0    | 50     | 4       |
| Fine                        | 31           | 1        | 24      | 0    | 56     | 2       |
| % Fine                      | 55,4%        | 1,8%     | 42,9%   | 0,0% |        |         |
|                             |              |          |         |      |        |         |
| Inizio Congresso successivo | 34           | 0        | 20      | 1    | 55     | 3       |

### Camera dei rappresentanti
Durante questo Congresso sono stati aggiunti 4 seggi per gli stati del Texas e dell'Iowa.
|                             |                 | Partiti  | Partiti | Partiti | Totali | Vacanti |
| --------------------------- | --------------- | -------- | ------- | ------- | ------ | ------- |
|                             |                 |          |         |         | Totali | Vacanti |
| American (A)                | Democratico (D) | Whig (W) | Altri   |         | Totali | Vacanti |
| Congresso precedente        | 0               | 141      | 78      | 4       | 223    | 1       |
|                             |                 |          |         |         |        |         |
| Inizio                      | 6               | 137      | 78      | 0       | 221    | 3       |
| Fine                        | 6               | 142      | 78      | 0       | 226    | 2       |
| % Fine                      | 2,7%            | 62,8%    | 34,5%   | 0,0%    |        |         |
|                             |                 |          |         |         |        |         |
| Inizio Congresso successivo | 1               | 107      | 116     | 3       | 227    | 1       |

## Leadership

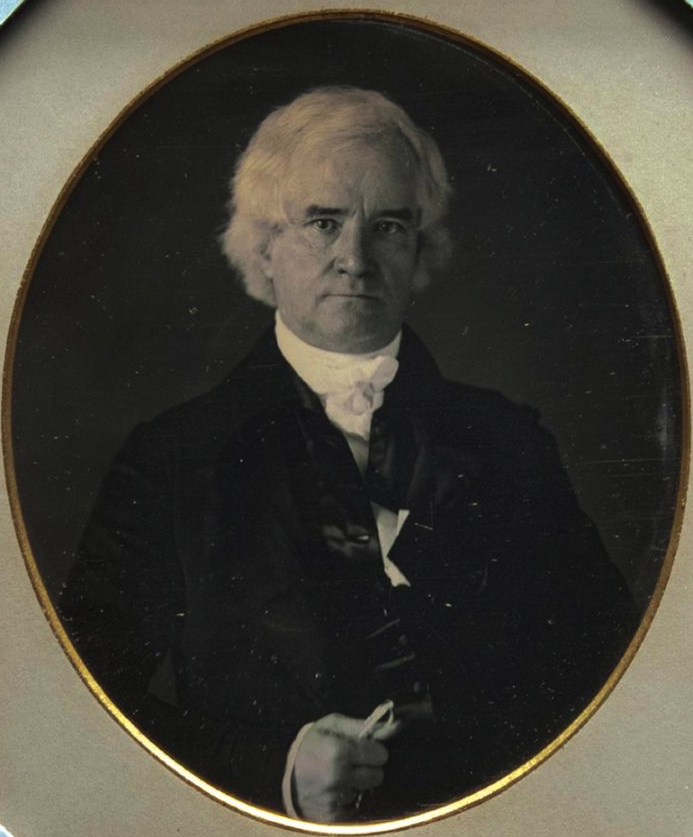
Il presidente del Senato, George M. Dallas (D).

### Senato
- Presidente: George M. Dallas (D)
- Presidente pro tempore: Willie P. Mangum (W), fino al 4 marzo 1845
  - Ambrose H. Sevier (D), soltanto il 27 dicembre 1845
  - David R. Atchison (D), dall'8 agosto 1846

### Camera dei rappresentanti
- Speaker: John W. Davis (D)

## Membri

### Senato

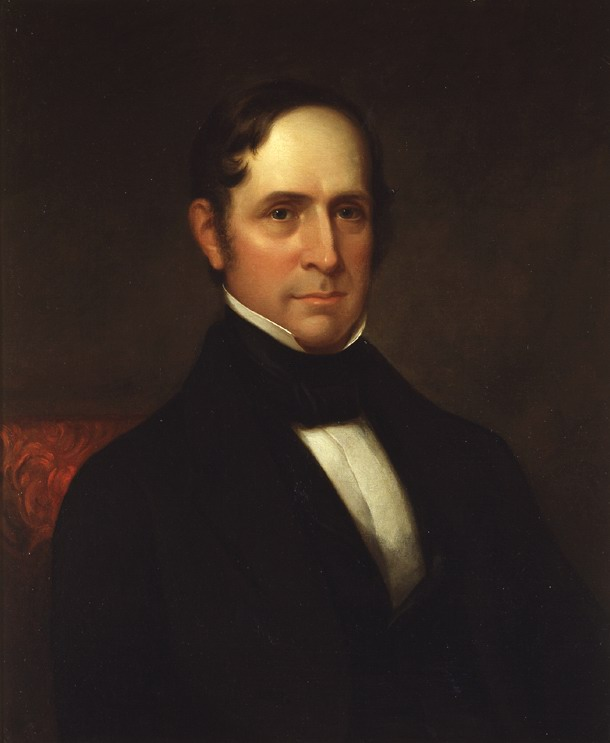
Il presidente pro tempore del Senato (fino al 4 marzo 1845) Willie P. Mangum (W).

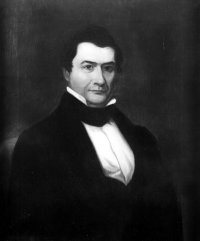
Il presidente pro tempore del Senato (solo per il 27 dicembre 1845) Ambrose H. Sevier (D).

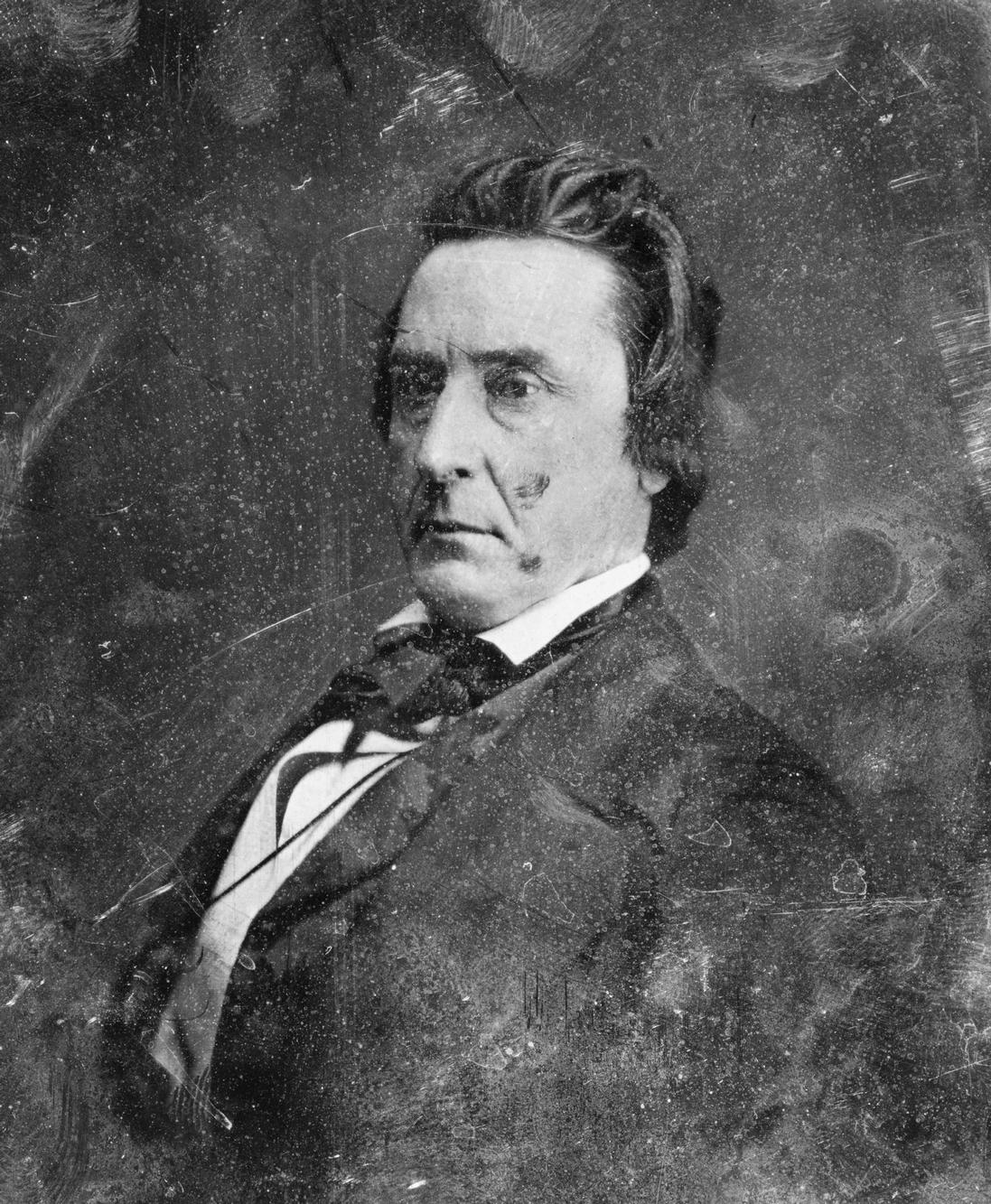
Il presidente pro tempore del Senato (dall'8 agosto 1846) David R. Atchison (D).

I senatori sono eletti ogni due anni e ad ogni Congresso ne viene rinnovato un terzo. Prima del nome di ogni senatore viene indicata la "classe", ovvero il ciclo di elezioni in cui è stato eletto. Per il 29º Congresso furono sottoposti ad elezione i senatori di classe 2.
Alabama
- 2. Dixon H. Lewis (D)
- 3. Arthur P. Bagby (D)

Arkansas
- 2. Chester Ashley (D)
- 3. Ambrose H. Sevier (D)

Carolina del Nord
- 2. Willie P. Mangum (W)
- 3. William H. Haywood, Jr. (D), fino al 25 luglio 1846
  - George E. Badger (W), dal 26 novembre 1846

Carolina del Sud
- 2. seggio vacante, fino al 26 novembre 1845
  - John C. Calhoun (D), dal 26 novembre 1845
- 3. seggio vacante, fino al 4 dicembre 1846
  - Andrew Butler (D), dal 4 dicembre 1846

Connecticut
- 1. Jabez W. Huntington (W)
- 3. John M. Niles (D)

Delaware
- 1. John M. Clayton (W)
- 2. Thomas Clayton (W)

Florida
- 1. seggio vacante, fino al 1º luglio 1845
  - David L. Yulee (D), dal 1º luglio 1845
- 3. seggio vacante, fino al 1º luglio 1845
  - James D. Westcott, Jr. (D), dal 1º luglio 1845

Georgia
- 2. John M. Berrien (W), fino al maggio 1845
  - seggio vacante, dal maggio 1845 al 13 novembre 1845
  - John M. Berrien (W), dal 13 novembre 1845
- 3. Walter T. Colquitt (D)

Illinois
- 2. James Semple (D)
- 3. Sidney Breese (D)

Indiana
- 1. Jesse D. Bright (D)
- 3. Edward A. Hannegan (D)

Iowa
- 2. seggio vacante, dal 28 dicembre 1846
- 3. seggio vacante, dal 28 dicembre 1846

Kentucky
- 2. James T. Morehead (W)
- 3. John J. Crittenden (W)

Louisiana
- 2. Alexander Barrow (W), fino al 29 dicembre 1846
  - Pierre Soulé (D), dal 21 gennaio 1847
- 3. Henry Johnson (W)

Maine
- 1. John Fairfield (D)
- 2. George Evans (W)

Maryland
- 1. Reverdy Johnson (W)
- 3. James A. Pearce (W)

Massachusetts
- 1. Daniel Webster (W)
- 2. Isaac C. Bates (W), fino al 16 marzo 1845
  - John Davis (W), dal 24 marzo 1846

Michigan
- 1. Lewis Cass (D)
- 2. William Woodbridge (W)

Mississippi
- 1. Jesse Speight (D)
- 2. Robert J. Walker (D), fino al 5 marzo 1845
  - Joseph W. Chalmers (D), dal 3 novembre 1845

Missouri
- 1. Thomas H. Benton (D)
- 3. David R. Atchison (D)

New Hampshire
- 2. Levi Woodbury (D), fino al 20 settembre 1845
  - Benning W. Jenness (D), dal 1º dicembre 1845 al 13 giugno 1846
  - Joseph Cilley (L), dal 13 giugno 1846
- 3. Charles G. Atherton (D)

New Jersey
- 1. William L. Dayton (W)
- 2. Jacob W. Miller (W)

New York
- 1. Daniel S. Dickinson (D)
- 3. John A. Dix (D)

Ohio
- 1. Thomas Corwin (W)
- 3. William Allen (D)

Pennsylvania
- 1. Daniel Sturgeon (D)
- 3. James Buchanan (D), fino al 5 marzo 1845
  - Simon Cameron (D), dal 13 marzo 1845

Rhode Island
- 1. Albert C. Greene (W)
- 2. James F. Simmons (W)

Tennessee
- 1. Hopkins L. Turney (D)
- 2. Spencer Jarnagin (W)

Texas
- 1. Thomas J. Rusk (D), dal 21 febbraio 1846
- 2. Sam Houston (D), dal 21 febbraio 1846

Vermont
- 1. Samuel S. Phelps (W)
- 3. William Upham (W)

Virginia
- 1. seggio vacante, fino al 3 dicembre 1845
  - Isaac S. Pennybacker (D), dal 3 dicembre 1845 al 12 gennaio 1847
  - James M. Mason (D), dal 21 gennaio 1847
- 2. William S. Archer (W)

### Camera dei rappresentanti

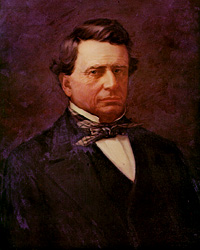
Lo speaker della Camera dei rappresentanti John W. Davis (D).

Nell'elenco, prima del nome del membro, viene indicato il distretto elettorale di provenienza o se quel membro è stato eletto in un collegio unico (at large).
Alabama
- 1. Edmund S. Dargan (D)
- 2. Henry W. Hilliard (W)
- 3. William L. Yancey (D), fino al 1º settembre 1846
  - James L. Cottrell (D), dal 7 dicembre 1846
- 4. William W. Payne (D)
- 5. George S. Houston (D)
- 6. Reuben Chapman (D)
- 7. Felix G. McConnell (D), fino al 10 settembre 1846
  - Franklin W. Bowdon (D), dal 7 dicembre 1846

Arkansas
- At-large. Archibald Yell (D), fino al 1º luglio 1846
  - Thomas W. Newton (W), dal 6 febbraio 1847

Carolina del Nord
- 1. James Graham (W)
- 2. Daniel M. Barringer (W)
- 3. David S. Reid (D)
- 4. Alfred Dockery (W)
- 5. James C. Dobbin (D)
- 6. James I. McKay (D)
- 7. John R.J. Daniel (D)
- 8. Henry S. Clark (D)
- 9. Asa Biggs (D)

Carolina del Sud
- 1. James A. Black (D)
- 2. Richard F. Simpson (D)
- 3. Joseph A. Woodward (D)
- 4. Alexander D. Sims (D)
- 5. Armistead Burt (D)
- 6. Isaac E. Holmes (D)
- 7. Robert Rhett (D)

Connecticut
- 1. James Dixon (W)
- 2. Samuel D. Hubbard (W)
- 3. John A. Rockwell (W)
- 4. Truman Smith (W)

Delaware
- At-large. John W. Houston (W)

Florida
- At-large. seggio vacante, fino al 6 ottobre 1845
  - Edward C. Cabell (W), dal 6 ottobre 1845 al 24 gennaio 1846
  - William H. Brockenbrough (D), dal 24 gennaio 1846

Georgia
- 1. Thomas B. King (W)
- 2. Seaborn Jones (D)
- 3. seggio vacante, fino al 5 gennaio 1846
  - George W.B. Towns (D), dal 5 gennaio 1846
- 4. Hugh A. Haralson (D)
- 5. John H. Lumpkin (D)
- 6. Howell Cobb (D)
- 7. Alexander H. Stephens (W)
- 8. Robert A. Toombs (W)

Illinois
- 1. Robert Smith (D)
- 2. John A. McClernand (D)
- 3. Orlando B. Ficklin (D)
- 4. John Wentworth (D)
- 5. Stephen A. Douglas (D), fino al 3 marzo 1847
  - seggio vacante, dal 3 marzo 1847
- 6. Joseph P. Hoge (D)
- 7. Edward D. Baker (W), fino al 15 gennaio 1847
  - John Henry (W), dal 5 febbraio 1847

Indiana
- 1. Robert D. Owen (D)
- 2. Thomas J. Henley (D)
- 3. Thomas Smith (D)
- 4. Caleb B. Smith (W)
- 5. William W. Wick (D)
- 6. John W. Davis (D)
- 7. Edward W. McGaughey (W)
- 8. John Pettit (D)
- 9. Charles W. Cathcart (D)
- 10. Andrew Kennedy (D)

Iowa
- At-large. Serranus C. Hastings (D), dal 28 dicembre 1846
- At-large. Shepherd Leffler (D), dal 28 dicembre 1846

Kentucky
- 1. Linn Boyd (D)
- 2. John H. McHenry (W)
- 3. Henry Grider (W)
- 4. Joshua F. Bell (W)
- 5. Bryan R. Young (W)
- 6. John P. Martin (D)
- 7. William P. Thomasson (W)
- 8. Garrett Davis (W)
- 9. Andrew A. Trumbo (W)
- 10. John W. Tibbatts (D)

Louisiana
- 1. John Slidell (D), fino al 10 novembre 1845
  - Emile La Sére (D), dal 29 gennaio 1846
- 2. Bannon G. Thibodeaux (W)
- 3. John H. Harmanson (D)
- 4. Isaac E. Morse (D)

Maine
- 1. John F. Scamman (D)
- 2. Robert P. Dunlap (D)
- 3. Luther Severance (W)
- 4. John D. McCrate (D)
- 5. Cullen Sawtelle (D)
- 6. Hannibal Hamlin (D)
- 7. Hezekiah Williams (D)

Maryland
- 1. John G. Chapman (W)
- 2. Thomas J. Perry (D)
- 3. Thomas W. Ligon (D)
- 4. William F. Giles (D)
- 5. Albert Constable (D)
- 6. Edward H.C. Long (W)

Massachusetts
- 1. Robert C. Winthrop (W)
- 2. Daniel P. King (W)
- 3. Amos Abbott (W)
- 4. Benjamin Thompson (W)
- 5. Charles Hudson (W)
- 6. George Ashmun (W)
- 7. Julius Rockwell (W)
- 8. John Quincy Adams (W)
- 9. Artemas Hale (W)
- 10. Joseph Grinnell (W)

Michigan
- 1. Robert McClelland (D)
- 2. John S. Chipman (D)
- 3. James B. Hunt (D)

Mississippi
- At-large. Stephen Adams (D)
- At-large. Jefferson Davis (D), fino al 28 ottobre 1846
  - Henry T. Ellett (D), dal 26 gennaio 1847
- At-large. Robert W. Roberts (D)
- At-large. Jacob Thompson (D)

Missouri
- At-large. James B. Bowlin (D)
- At-large. John S. Phelps (D)
- At-large. Sterling Price (D), fino al 12 agosto 1846
  - William McDaniel (D), dal 7 dicembre 1846
- At-large. James H. Relfe (D)
- At-large. Leonard H. Sims (D)

New Hampshire
- At-large. James H. Johnson (D)
- At-large. Mace Moulton (D)
- At-large. Moses Norris, Jr. (D)
- At-large. seggio vacante

New Jersey
- 1. James G. Hampton (W)
- 2. Samuel G. Wright (W), fino al 30 luglio 1845
  - George Sykes (D), dal 4 novembre 1845
- 3. John Runk (W)
- 4. Joseph E. Edsall (D)
- 5. William Wright (W)

New York
- 1. John W. Lawrence (D)
- 2. Henry J. Seaman (A)
- 3. William S. Miller (A)
- 4. William B. Maclay (D)
- 5. Thomas M. Woodruff (A)
- 6. William W. Campbell (A)
- 7. Joseph H. Anderson (D)
- 8. William W. Woodworth (D)
- 9. Archibald C. Niven (D)
- 10. Samuel Gordon (D)
- 11. John F. Collin (D)
- 12. Richard P. Herrick (W), fino al 20 giugno 1846
  - Thomas C. Ripley (W), dal 17 dicembre 1846
- 13. Bradford R. Wood (D)
- 14. Erastus D. Culver (W)
- 15. Joseph Russell (D)
- 16. Hugh White (W)
- 17. Charles S. Benton (D)
- 18. Preston King (D)
- 19. Orville Hungerford (D)
- 20. Timothy Jenkins (D)
- 21. Charles Goodyear (D)
- 22. Stephen Strong (D)
- 23. William J. Hough (D)
- 24. Horace Wheaton (D)
- 25. George O. Rathbun (D)
- 26. Samuel S. Ellsworth (D)
- 27. John De Mott (D)
- 28. Elias B. Holmes (W)
- 29. Charles H. Carroll (W)
- 30. Martin Grover (D)
- 31. Abner Lewis (W)
- 32. William A. Moseley (W)
- 33. Albert Smith (W)
- 34. Washington Hunt (W)

Ohio
- 1. James J. Faran (D)
- 2. Francis A. Cunningham (D)
- 3. Robert C. Schenck (W)
- 4. Joseph Vance (W)
- 5. William Sawyer (D)
- 6. Henry St. John (D)
- 7. Joseph J. McDowell (D)
- 8. Allen G. Thurman (D)
- 9. Augustus L. Perrill (D)
- 10. Columbus Delano (W)
- 11. Jacob Brinkerhoff (D)
- 12. Samuel F. Vinton (W)
- 13. Isaac Parrish (D)
- 14. Alexander Harper (W)
- 15. Joseph Morris (D)
- 16 John D. Cummins (D)
- 17. George Fries (D)
- 18. David A. Starkweather (D)
- 19. Daniel R. Tilden (W)
- 20. Joshua R. Giddings (W)
- 21. Joseph M. Root (W)

Pennsylvania
- 1. Lewis C. Levin (A)
- 2. Joseph R. Ingersoll (W)
- 3. John H. Campbell (A)
- 4. Charles J. Ingersoll (D)
- 5. Jacob S. Yost (D)
- 6. Jacob Erdman (D)
- 7. Abraham R. McIlvaine (W)
- 8. John Strohm (W)
- 9. John Ritter (D)
- 10. Richard Brodhead (D)
- 11. Owen D. Leib (D)
- 12. David Wilmot (D)
- 13. James Pollock (W)
- 14. Alexander Ramsey (W)
- 15. Moses McClean (D)
- 16. James Black (D)
- 17. John Blanchard (W)
- 18. Andrew Stewart (W)
- 19. Henry D. Foster (D)
- 20. John H. Ewing (W)
- 21. Cornelius Darragh (W)
- 22. William S. Garvin (D)
- 23. James Thompson (D)
- 24. Joseph Buffington (W)

Rhode Island
- 1. Henry Y. Cranston (LO)
- 2. Lemuel H. Arnold (W)

Tennessee
- 1. Andrew Johnson (D)
- 2. William M. Cocke (W)
- 3. John H. Crozier (W)
- 4. Alvan Cullom (D)
- 5. George W. Jones (D)
- 6. Barclay Martin (D)
- 7. Meredith P. Gentry (W)
- 8. Joseph H. Peyton (W), fino all'11 novembre 1845
  - Edwin H. Ewing (W), dal 2 gennaio 1846
- 9. Lucien B. Chase (D)
- 10. Frederick P. Stanton (D)
- 11. Milton Brown (W)

Texas
- 1. David S. Kaufman (D), dal 30 marzo 1846
- 2. Timothy Pilsbury (D), dal 30 marzo 1846

Vermont
- 1. Solomon Foot (W)
- 2. Jacob Collamer (W)
- 3. George P. Marsh (W)
- 4. Paul Dillingham, Jr. (D)

Virginia
- 1. Archibald Atkinson (D)
- 2. George C. Dromgoole (D)
- 3. William M. Tredway (D)
- 4. Edmund W. Hubard (D)
- 5. Shelton F. Leake (D)
- 6. James A. Seddon (D)
- 7. Thomas H. Bayly (D)
- 8. Robert M.T. Hunter (D)
- 9. John S. Pendleton (W)
- 10. Henry Bedinger (D)
- 11. William Taylor (D), fino al 17 gennaio 1846
  - James McDowell (D), dal 6 marzo 1846
- 12. Augustus A. Chapman (D)
- 13. George W. Hopkins (D)
- 14. Joseph Johnson (D)
- 15. William G. Brown, Sr. (D)

#### Membri non votanti
- At-large. Augustus C. Dodge (D), fino al 28 dicembre 1846
- At-large. Morgan L. Martin (D)

## Cambiamenti nella rappresentanza

### Senato
| Stato (classe)        | Membro precedente           | Ragione del cambiamento | Successore                 | Data della successione                  |
| --------------------- | --------------------------- | --- | -------------------------- | --------------------------------------- |
| Florida (1)           | Nuovo seggio                | La Florida è stata ammessa come nuovo stato dell'Unione alla fine del Congresso precedente. | David L. Yulee (D)         | Eletto il 1º luglio 1845                |
| Florida (3)           | Nuovo seggio                | La Florida è stata ammessa come nuovo stato dell'Unione alla fine del Congresso precedente. | James D. Westcott, Jr. (D) | Eletto il 1º luglio 1845                |
| Carolina del Sud (2)  | Seggio vacante              | Il senatore Daniel E. Huger si è dimesso nel precedente Congresso. Sono state indette nuove elezioni. | John C. Calhoun (D)        | Eletto il 26 novembre 1845              |
| Virginia (1)          | Seggio vacante              | La Virginia non è riuscita ad elegge il proprio senatore in tempo per l'inizio dei lavori. | Isaac S. Pennybacker (D)   | Eletto il 3 dicembre 1845               |
| Mississippi (2)       | Robert J. Walker (D)        | Walker si è dimesso il 5 marzo 1845, dopo essere stato nominato Segretario al tesoro. È stato nominato un senatore ad interim, che poi è stato confermato in successive elezioni.                              | Joseph W. Chalmers (D)     | Nominato ad interim il 3 novembre 1845. |
| Pennsylvania (3)      | James Buchanan (D)          | Buchanan si è dimesso il 5 marzo 1845, dopo essere stato nominato Segretario di stato. | Simon Cameron (D)          | Nominato il 3 novembre 1845             |
| Massachusetts (2)     | Isaac C. Bates (W)          | Bates è deceduto il 16 marzo 1845. Sono state indette nuove elezioni. | John Davis (W)             | Eletto il 24 marzo 1845                 |
| Georgia (2)           | John M. Berrien (W)         | Berrien si è dimesso nel maggio 1845, dopo essere stato nominato giudice della Corte suprema della Georgia. Berrien ha successivamente lasciato l'incarico di giudice per candidarsi alle successive elezioni. | John M. Berrien (W)        | Eletto il 1º dicembre 1845              |
| New Hampshire (2)     | Levi Woodbury (D)           | Woodbury si è dimesso il 20 novembre 1845, dopo essere stato nominato giudice della Corte suprema degli Stati Uniti.                                                                                           | Benning W. Jenness (D)     | Nominato il 1º dicembre 1845            |
| Texas (1)             | Nuovo seggio                | Il Texas è stato ammesso come nuovo stato dell'Unione il 29 dicembre 1845. Sono state indette nuove elezioni.                                                                                                  | Thomas J. Rusk (D)         | Eletto il 21 febbraio 1846              |
| Texas (2)             | Nuovo seggio                | Il Texas è stato ammesso come nuovo stato dell'Unione il 29 dicembre 1845. Sono state indette nuove elezioni.                                                                                                  | Sam Houston (D)            | Eletto il 21 febbraio 1846              |
| New Hampshire (2)     | Benning W. Jenness (D)      | Jenness ha perso le elezioni suplettive e ha dovuto lasciare la carica. | Joseph Cilley (L)          | Eletto il 13 giugno 1846                |
| Carolina del Nord (3) | William H. Haywood, Jr. (D) | Haywood, Jr. si è dimesso il 25 luglio 1846, dopo essersi rifiutato di votare l'abbassamento delle tariffe doganali. Sono state indette nuove elezioni.                                                        | George E. Badger (W)       | Eletto il 25 novembre 1846              |
| Carolina del Sud (3)  | George McDuffie (D)         | McDuffie si è dimesso il 17 agosto 1846. Il successore è stato nominato ad interim, per poi essere riconfermato alle successive elezioni suppletive.                                                           | Andrew Butler (D)          | Insediato il 4 dicembre 1846            |
| Iowa (2)              | Nuovo seggio                | L'Iowa è stato ammesso come nuovo stato dell'Unione il 28 dicembre 1846. Il seggio è rimasto vacante fino al Congresso successivo.                                                                             | Seggio vacante             |                                         |
| Iowa (3)              | Nuovo seggio                | L'Iowa è stato ammesso come nuovo stato dell'Unione il 28 dicembre 1846. Il seggio è rimasto vacante fino al Congresso successivo.                                                                             | Seggio vacante             |                                         |
| Louisiana (2)         | Alexander Barrow (W)        | Barrow è deceduto il 29 dicembre 1846. | Pierre Soulé (D)           | Eletto il 21 gennaio 1847               |
| Virginia (1)          | Isaac S. Pennybacker (D)    | Pennybacker è deceduto il 12 gennaio 1847. | James M. Mason (D)         | Eletto il 21 gennaio 1847               |

### Camera dei rappresentanti
| Distretto                     | Membro precedente      | Ragione del cambiamento | Successore                   | Data della successione        |
| ----------------------------- | ---------------------- | --- | ---------------------------- | ----------------------------- |
| At-large. Georgia             | Seggio vacante         | La Florida era stata ammessa come nuovo stato dell'Unione verso la fine del precedente Congresso.                                                              | Edward C. Cabell (W)         | Insediato il 6 ottobre 1845   |
| 3° Georgia                    | Seggio vacante         | Il rappresentante eletto Washington Poe ha rinunciato alla carica.                                                                                             | George W.B. Towns (D)        | Insediato il 5 gennaio 1846   |
| 1° Texas                      | Nuovo seggio           | Il Texas è stato ammesso come nuovo stato dell'Unione il 29 dicembre 1845. Il seggio è poi rimasto vacante fino al 30 marzo 1846.                              | David S. Kaufman (D)         | Insediato il 30 marzo 1846    |
| 2° Texas                      | Nuovo seggio           | Il Texas è stato ammesso come nuovo stato dell'Unione il 29 dicembre 1845. Il seggio è poi rimasto vacante fino al 30 marzo 1846.                              | Timothy Pilsbury (D)         | Insediato il 30 marzo 1846    |
| 2° New Jersey                 | Samuel G. Wright (W)   | Wright è deceduto il 30 luglio 1845. | George Sykes (D)             | Insediato il 4 novembre 1845  |
| 1° Louisiana                  | John Slidell (D)       | Slidell si è dimesso il 10 novembre 1845, dopo essere stato nominato ambasciatore in Messico (il Messico poi non riconoscerà le sue credenziali diplomatiche). | Emile La Sére (D)            | Insediato il 29 gennaio 1846  |
| 8° Tennessee                  | Joseph H. Peyton (W)   | Peyton è deceduto l'11 novembre 1845. | Edwin H. Ewing (W)           | Insediato il 2 gennaio 1846   |
| 11° Virginia                  | William Taylor (D)     | Taylor è deceduto il 17 gennaio 1846. | James McDowell (D)           | Insediato il 6 marzo 1846     |
| At-large Florida              | Edward C. Cabell (W)   | Cabell ha perso le elezioni di riconferma della carica. | William H. Brockenbrough (D) | Insediato il 24 gennaio 1846  |
| At-large Mississippi.         | Jefferson Davis (D)    | Davis si è dimesso nel giugno 1846, dopo essersi arruolato volontario nella guerra contro il Messico.                                                          | Henry T. Ellett (D)          | Insediato il 26 gennaio 1847  |
| 12° New York                  | Richard P. Herrick (W) | Herrick è deceduto il 20 giugno 1846. | Thomas C. Ripley (W)         | Insediato il 17 dicembre 1846 |
| At-large Arkansas             | Archibald Yell (D)     | Yell si è dimesso il 1º luglio 1846, dopo essersi arruolato volontario nella guerra contro il Messico.                                                         | Thomas W. Newton (W)         | Insediato il 6 febbraio 1847  |
| At-large Missouri.            | Sterling Price (D)     | Price si è dimesso il 12 agosto 1846, dopo essersi arruolato volontario nella guerra contro il Messico.                                                        | William McDaniel (D)         | Insediato il 7 dicembre 1846  |
| 3° Alabama                    | William L. Yancey (D)  | Yancey si è dimesso il 1º settembre 1846. | James L. Cottrell (D)        | Insediato il 7 dicembre 1846  |
| 7° Alabama                    | Felix G. McConnell (D) | McConnell è deceduto il 10 settembre 1846. | Franklin W. Bowdon (D)       | Insediato il 7 dicembre 1846  |
| At-large Territorio dell'Iowa | Augustus C. Dodge (D)  | Il Territorio è stato eliminato dopo che l'Iowa è stato ammesso come nuovo stato dell'Unione il 28 dicembre 1846.                                              | Seggio eliminato             |                               |
| At-large Iowa                 | Nuovo seggio           | L'Iowa è stato ammesso come nuovo stato dell'Unione il 28 dicembre 1846.                                                                                       | Serranus C. Hastings (D)     | Insediato il 28 dicembre 1846 |
| At-large Iowa                 | Nuovo seggio           | L'Iowa è stato ammesso come nuovo stato dell'Unione il 28 dicembre 1846.                                                                                       | Shepherd Leffler (D)         | Insediato il 28 dicembre 1846 |
| 7° Illinois                   | Edward D. Baker (W)    | Baker si è dimesso il 15 gennaio 1847, dopo essersi arruolato volontario nella guerra contro il Messico.                                                       | John Henry (W)               | Insediato il 5 febbraio 1847  |
| 5° Illinois                   | Stephen A. Douglas (D) | Douglas si è dimesso il 3 marzo 1847, dopo essere stato eletto senatore. Il seggio è rimasto vacante.                                                          | Seggio vacante               |                               |

## Comitati
Qui di seguito si elencano i singoli comitati e i presidenti di ognuno (se disponibili).

### Senato
- Agriculture
- Audit and Control the Contingent Expenses of the Senate
- Charges of Corruption Contained in the Daily Times (select committee)
- Claims
- Commerce
- Distributing Public Revenue Among the States (select committee)
- District of Columbia
- Finance
- Foreign Relations
- French Spoilations (select committee)
- Indian Affairs
- International Copyright Law (select committee)
- Judiciary
- Manufactures
- Memorial on W.T.G. Morton (select committee)
- Memphis Convention (select committee)
- Military Affairs
- Militia
- Naval Affairs
- Ordnance and War Ships (select committee)
- Patents and the Patent Office
- Pensions
- Post Office and Post Roads
- Printing
- Private Land Claims
- Public Buildings and Grounds
- Public Lands
- Retrenchment
- Revolutionary Claims
- Roads and Canals
- Tariff Regulation (select committee)
- Territories
- Smithsonian Institute (select committee)
- Whole

### Camera dei rappresentanti
- Accounts
- Agriculture
- Claims
- Commerce
- District of Columbia
- Elections
- Engraving
- Expenditures in the Navy Department
- Expenditures in the Post Office Department
- Expenditures in the State Department
- Expenditures in the Treasury Department
- Expenditures in the War Department
- Expenditures on Public Buildings
- Foreign Affairs
- Indian Affairs
- Invalid Pensions
- Manufactures
- Mileage
- Military Affairs
- Militia
- Naval Affairs
- Patents
- Post Office and Post Roads
- Public Buildings and Grounds
- Public Expenditures
- Public Lands
- Revisal and Unfinished Business
- Revolutionary Claims
- Roads and Canals
- Rules (select committee)
- Standards of Official Conduct
- Territories
- Ways and Means
- Whole

### Comitati bicamerali (Joint)
- Enrolled Bills
- Smithsonian Bequest